# Výbor Evropského parlamentu pro vnitřní trh a ochranu spotřebitelů
Výbor pro vnitřní trh a ochranu spotřebitelů (IMCO) je výbor Evropského parlamentu.

## Práce výboru
Výbor odpovídá za:
- koordinace vnitrostátních právních předpisů na úrovni Společenství v oblasti vnitřního trhu a celní unie, zejména:
  - volný pohyb zboží včetně harmonizace technických norem
  - právo usazování
  - svoboda poskytovat služby (jiné než ve finančním a poštovním sektoru)
- opatření zaměřená na identifikaci a odstraňování potenciálních překážek fungování vnitřního trhu;
- podpora a ochrana hospodářských zájmů spotřebitelů (jiné než otázky veřejného zdraví a bezpečnosti potravin) v kontextu vytváření vnitřního trhu.

## 9. Evropský parlament(2019–24)
Předsedkyní výboru zvolenou v roce 2020 je Anna Cavazziniová (B’90/Grüne, Německo). Nahrazuje Anneleen Van Bossuytovou (ECR, Belgie).
Místopředsedy jsou Andrus Ansip (ER, Estonsko), Maria Grapiniová (S&D, Rumunsko) a Maria Manuel Leitãová Marquesová (S&D, Portugalsko).